# Gullregnssläktet
Gullregnssläktet (Laburnum) är ett släkte av buskar i familjen ärtväxter. Gullregnsarterna blommar i början av sommaren med gula blomklasar.

## Beskrivning
Gullregnsarterna är stora lövfällande buskar eller träd med grågrön slät stam. Buskarna blommar på våren med gula blommor i stora hängande klasar. Bladen är trefingrade. Fröna, som ligger i en fruktbalja, är bruna eller svarta. Hela växten är giftig och fröna innehåller särskilt mycket av giftet.

## Utbredning
Gullregnen härstammar från bergstrakterna i södra Europa och förekommer förvildade i södra och mellersta Sverige.

## Användning
Gullregnsarterna är uppskattade prydnadsväxter vars trä även används till slöjd och snickeri. Träet är segt och hårt med en ljus gulbrun färg som skimrar i grönt. Även träet är giftigt, men de giftiga egenskaperna avtar i takt med att träet torkar. Skyddsutrustning samt god ventilation rekommenderas vid svarvning, sågning och slipning.

## Giftighet
Hela växten och i synnerhet fröna innehåller ett giftigt ämne, alkaloiden cytisin. Det är ovanligt med allvarliga förgiftningar. Dock kan några få frön ge symptom hos barn. Förgiftningssymptomen kan komma inom en halvtimme till ett par timmar. Symptomen omfattar illamående, kräkningar, yrsel, slöhet, hjärtklappning, vida pupiller och feber. I allvarliga fall eventuellt även muskelryckningar, medvetande- och andningspåverkan.
Det är mycket ovanligt med svårare förgiftningsfall orsakade av växter. Inga allvarliga olyckor har skett i Sverige sedan 1940-talet.

## Arter
Släktet består av två arter, sydgullregn (L. anagyroides) och alpgullregn (L. alpinum). Båda arterna förekommer i Sverige och har också förvildats. Hybriden mellan dessa arter, hybridgullregn (L. ×watereri), har ökat i odling eftersom den producerar mycket få frön, vilket minskar risken för att barn får i sig frön och fruktbaljor av misstag.

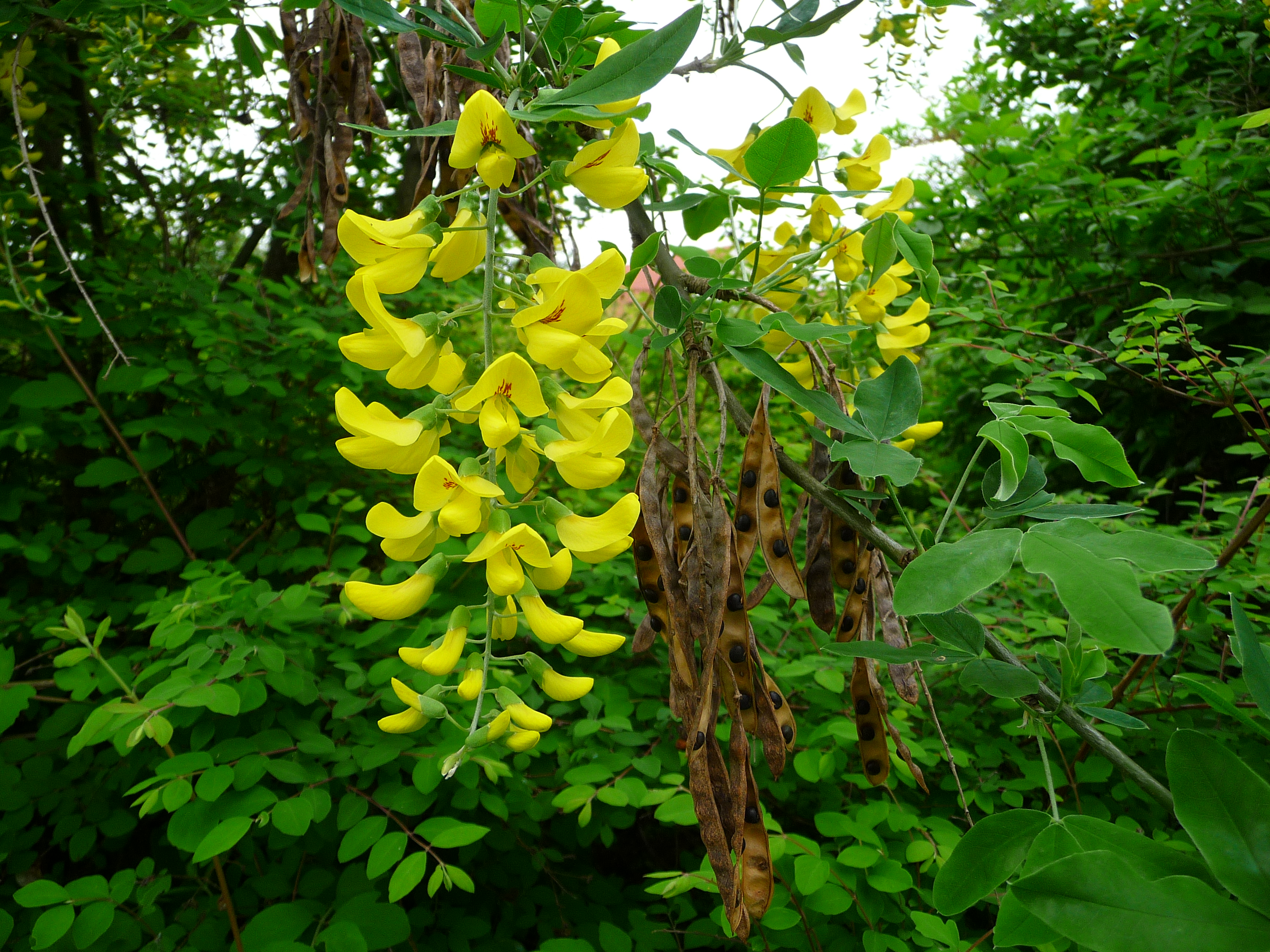
Sydgullregn
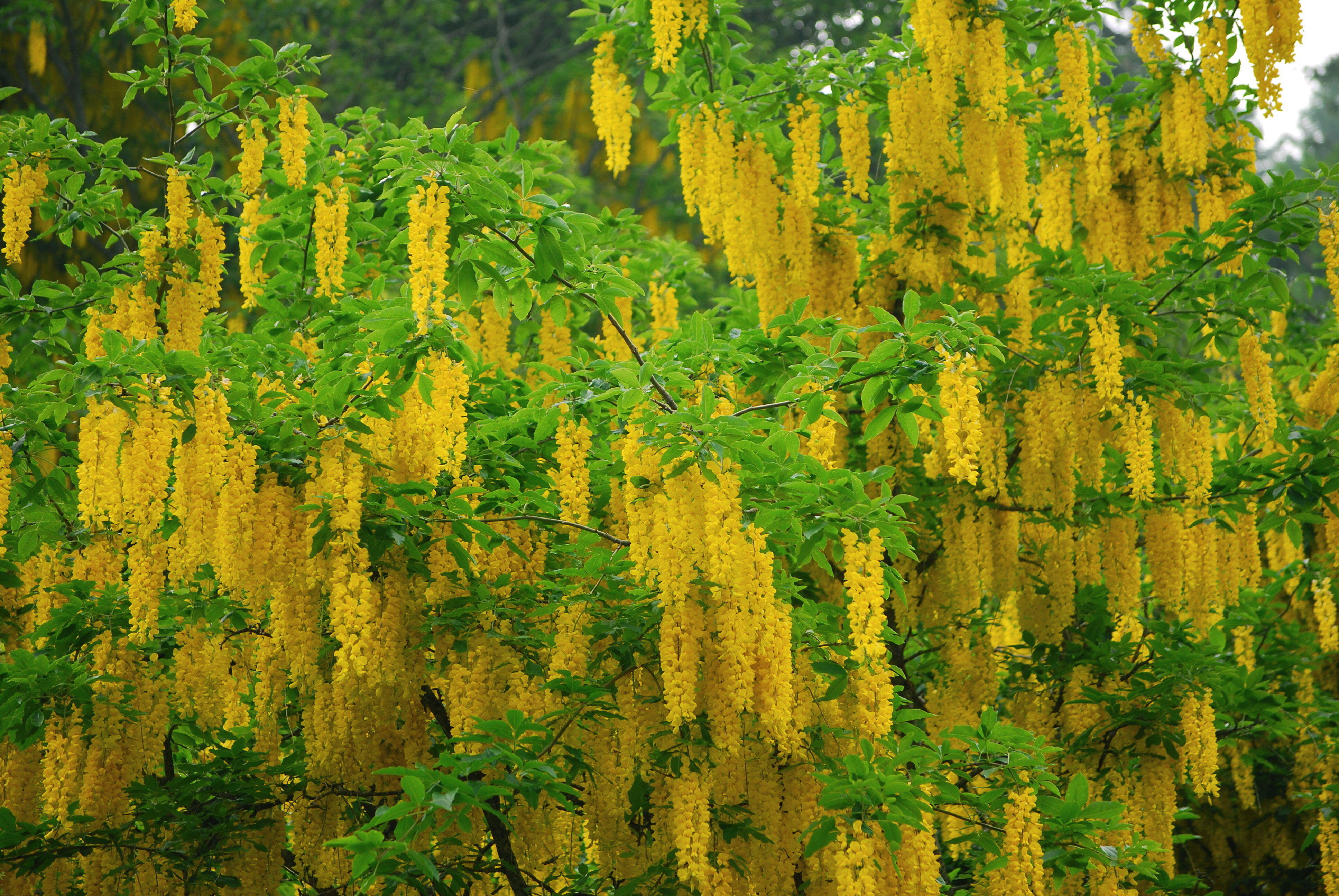
Alpgullregn
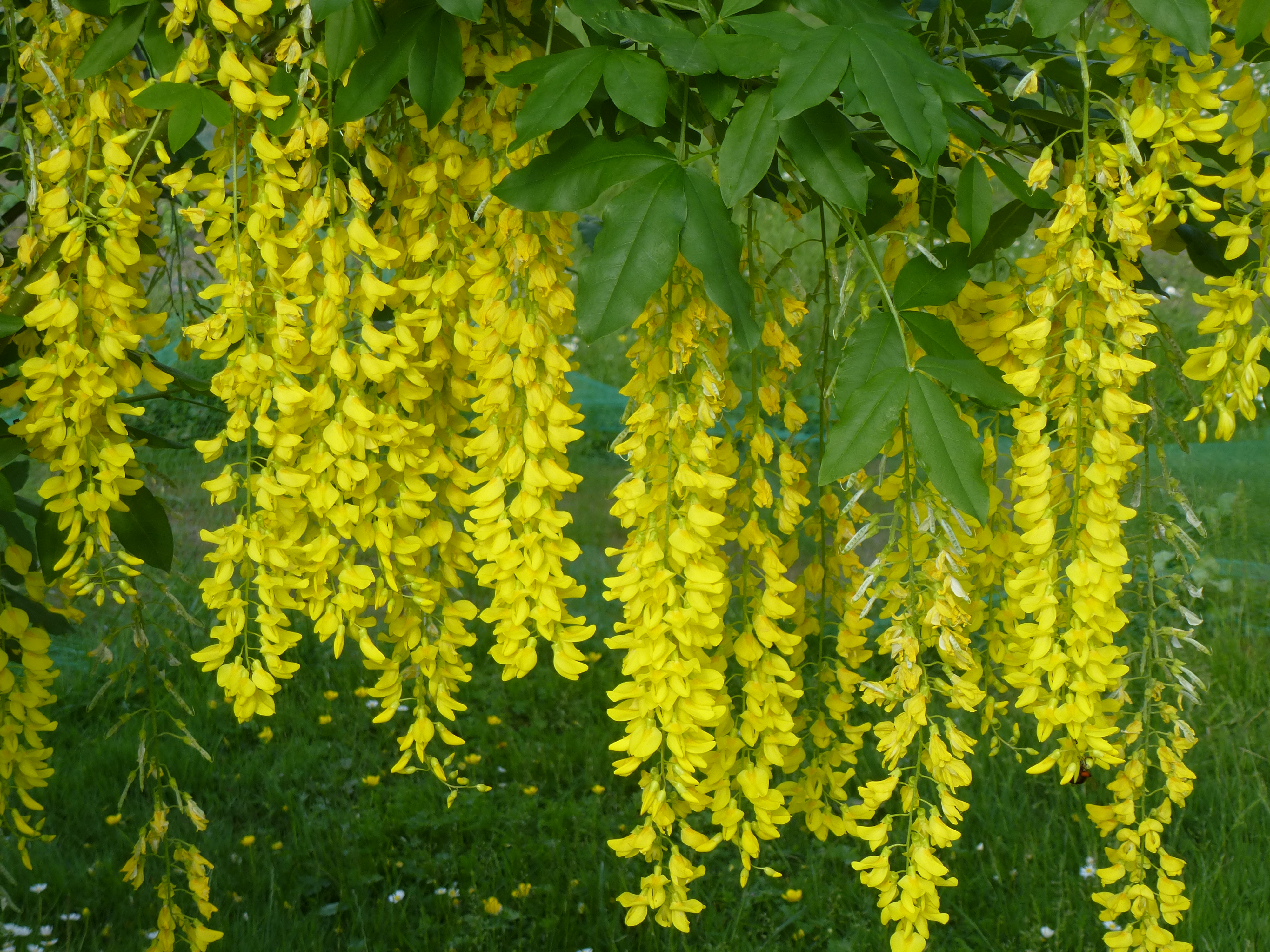
Hybridgullregn

Kladogram enligt Catalogue of Life:
| Gullregn | \| \| alpgullregn \| \| \| \| \| \| sydgullregn \| \| \| \| \| \| Laburnum watereri \| \| \| \| |
|          | \| \| alpgullregn \| \| \| \| \| \| sydgullregn \| \| \| \| \| \| Laburnum watereri \| \| \| \| |
|          | alpgullregn                                                                                     |
|          |                                                                                                 |
|          | sydgullregn                                                                                     |
|          |                                                                                                 |
|          | Laburnum watereri                                                                               |
|          |                                                                                                 |